# Juan José Lerena y Barry
Juan José de Lerena y Barry (Cádiz, España, 1796 – Madrid, 1866) fue un marino español. Era hijo del capitán de fragata Antonio de Lerena Barreda, natural de Revilla de Camargo en Cantabria, y de Mª Dolores Barry Ximénez Pérez, natural de Cádiz. 

## Biografía
Realizó numerosos viajes entre España y América, participando en diversas expediciones navales como la de Costa Firme (Venezuela) en 1817, a las órdenes del Brigadier Pascual Enrile. Participó en la defensa de Guayaquil y estuvo en el Perú como ayudante del virrey Joaquín de la Pezuela, con el que regresó a España en 1821. Al intervenir en la defensa constitucional de Cádiz en 1823, se exilió a Nueva York, donde fundó en 1826 uno de los primeros periódicos en español ("El Redactor"). También en 1825 publicó en Estados Unidos uno de los primeros manuales de enseñanza de español ("Spanish Telegraph"...).
Fue asimismo un hábil inventor, patentando un telégrafo óptico, de día y de noche, cuya utilización ofreció a la Marina en 1829 en el navío Soberano (en Cuba). En 1830 inició sus pruebas en la Corte madrileña y en 1831 organizó la línea telegráfica entre Madrid y el Real Sitio de Aranjuez. En 1832 montó una segunda línea de telégrafos ópticos entre Madrid y San Ildefonso. En años posteriores fue ampliando las líneas e intentó sin éxito la línea Madrid-Burgos que quedó incompleta debido a la primera guerra carlista. En 1836 los telégrafos de los Reales Sitios que dirigía Lerena dejaron de funcionar y fueron desmantelados en 1838.
Comandante del bergantín Nervión y comisario regio para la isla de Fernando Poo, en 1843 proclamó la soberanía española de dicha isla, cambiando nombres ingleses por españoles y organizando la vida administrativa de la ciudad. Prosiguiendo su labor de reconocimiento y explotación de las demás islas del golfo de Guinea, anexionó Corisco a la Corona de España a petición de su rey indígena, colonizando además una zona del continente desde la desembocadura del río Benito hasta el cabo de Santa Clara (Guinea continental). Tomó también posesión de las islas Elobeyas y de la isla de Annobón, pasada la línea del ecuador. 
A su regreso a España, en un viaje lleno de penalidades, rindió un completo informe al Secretario de Despacho de Estado, que motivó la organización de una segunda expedición más amplia que debía ser dirigida también por él, pero que frustraron acontecimientos políticos. Como marino, diplomático y colonizador, la figura de Lerena ocupa un lugar muy destacado en la historia de la colonización española del golfo de Guinea.
Quebrantada su salud, se retiró a Chiclana, donde inició un proyecto también fracasado de un canal navegable entre la Bahía de Cádiz y Chiclana, a través de San Fernando (también llamado "Canal de Hércules o de Lerena"). 
El brigadier honorario Juan José de Lerena falleció en Madrid en 1866 (según consta en su hoja de servicio como marino), estando en posesión de las Encomiendas de Isabel la Católica y Carlos III.